# Hohenroda (Schönwölkau)
Hohenroda ist ein Ortsteil der Gemeinde Schönwölkau im Landkreis Nordsachsen in Sachsen. Er besteht aus den Orten Hohenroda und Mocherwitz.

## Geografie
Hohenroda liegt zwischen den Städten Eilenburg und Delitzsch an der Kreisstraße 7442, die den Ort mit der Staatsstraße 4 und der Bundesstraße 2 verbindet. Zum Ortsteil Hohenroda gehört der Ort Mocherwitz, südlich von Hohenroda. Südlich führt die Bahnstrecke Halle–Cottbus am Ort vorbei, an der sich der Haltepunkt Hohenroda befindet.

## Geschichte
Hohenroda ist von der Siedlungsform her ein Platzdorf. Der Ort wurde 1349 als Rode erstmals urkundlich erwähnt. Der Name nimmt Bezug auf den Begriff Rodung. Hohenroda und Mocherwitz gehörten bis 1815 zum kursächsischen Amt Delitzsch. Durch die Beschlüsse des Wiener Kongresses kamen beide Orte zu Preußen und wurden 1816 dem Kreis Delitzsch im Regierungsbezirk Merseburg der Provinz Sachsen zugeteilt, zu dem sie bis 1952 gehörten. Im Zuge der Kreisreform in der DDR 1952 wurden Hohenroda und Mocherwitz dem Kreis Delitzsch im Bezirk Leipzig zugeteilt, welcher 1994 im Landkreis Delitzsch aufging.
Am 1. Dezember 1973 wurde der Ort Mocherwitz nach Hohenroda eingemeindet. Am 1. Januar 1995 schloss sich Hohenroda mit vier weiteren Gemeinden zur Gemeinde Schönwölkau zusammen.

### Einwohnerentwicklung
| Jahr | Einwohner |
| ---- | --------- |
| 1818 | 165       |
| 1895 | 329       |
| 1925 | 354       |
| 1939 | 320       |

| Jahr | Einwohner |
| ---- | --------- |
| 1946 | 569       |
| 1950 | 563       |
| 1964 | 479       |
| 1990 | 533       |

Die Einwohnerzahl Hohenrodas lag 1818 bei 165 Personen. Bis zum Ausbruch des Zweiten Weltkrieges stieg die Einwohnerzahl mit leichten Schwankungen auf 320. Nach Ende des Krieges verdoppelte sich die Einwohnerzahl beinahe. Im Jahre 1946 wurden 569 Einwohner gezählt, was den historischen Höchststand der Einwohnerzahl darstellte. Zur Zeit der DDR nahm die Einwohnerzahl bis 1964 ab. Bis 1990 stieg die Einwohnerzahl wieder auf über 500 an.

## Sehenswürdigkeiten
- Kirche in Hohenroda

Die Backsteinkirche in Hohenroda stammt aus dem Jahre 1861 und ist damit die jüngste Kirche im Pfarrbereich Krostitz. Ein Vorgängerbau wurde wegen Baufälligkeit bis auf die Grundmauern abgerissen. Das Inventar umfasst einen Altar mit einem Taufstein und einer Kanzel, welche die Gemeinde Hohenroda kaufte, nachdem er in Delitzsch ausgebaut wurde. Die Orgel von 1860 stammt von dem Eilenburger Orgelbaumeister Conrad Geißler. Das Uhrwerk am Kirchturm wird täglich aufgezogen.
- Kirche in Mocherwitz

Die romanische Dorfkirche in Mocherwitz stammt aus dem 11. Jahrhundert. Kirchturm und -schiff haben die gleiche Breite. Die Kirche verfügt über drei Bronzeglocken; die älteste Glocke stammt aus dem 14. Jahrhundert, die beiden anderen stammen von 1881. Das Inventar umfasst einen Taufstein von 1600, eine hölzerne Altarwand von 1892 und eine barocke Orgel von 1721.
- Bockwindmühle

1722 wurde von einem Gottfried Christoph Leine eine Bockwindmühle errichtet, die bis 1913 von verschiedenen Besitzern als Öl- und Kornmühle per Windrad betrieben wurde. Danach erfolgte der Einbau eines Elektromotors. 1958 endete der Mahlbetrieb. Das durch Witterungseinflüsse stark verfallene Bauwerk wurde 1997 demontiert und an den heutigen Standort versetzt. Sie befindet sich im Besitz der Gemeinde und kann als technisches Denkmal besichtigt werden. Neben der Mühle selbst gibt es auch einen historischen Backofen, eine Ausstellung alter Landmaschinen und landwirtschaftlicher Geräte sowie ein kleines Tiergehege.

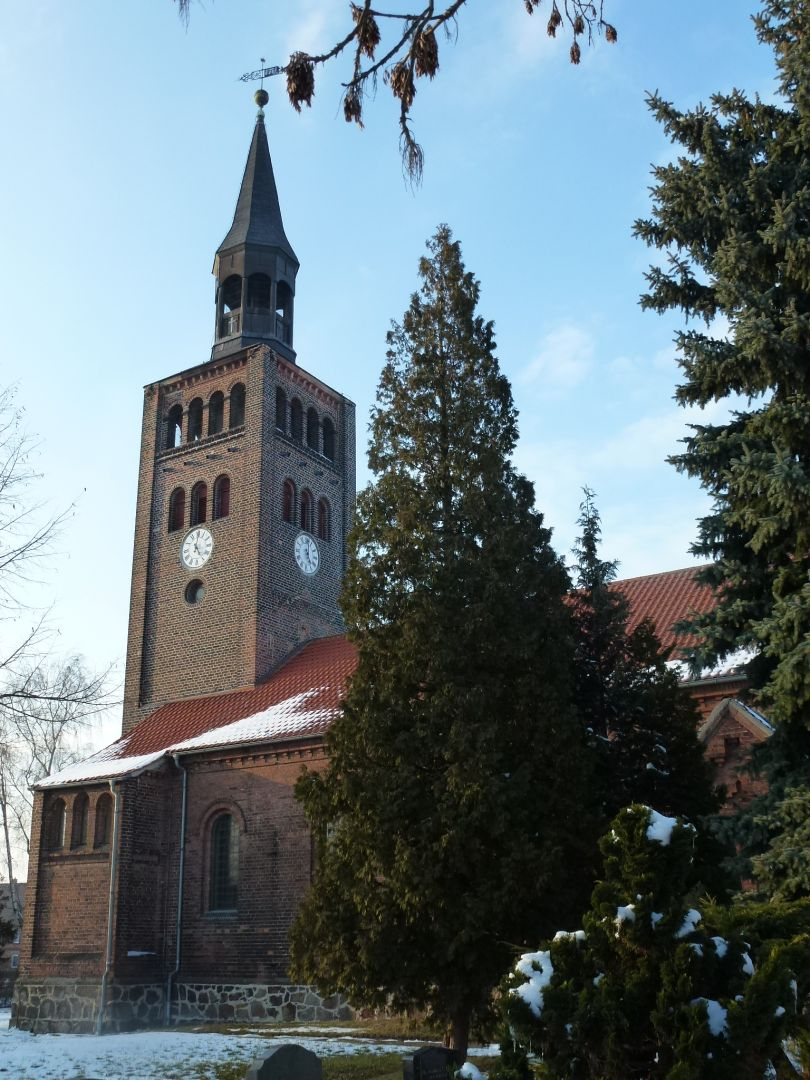
Kirche in Hohenroda
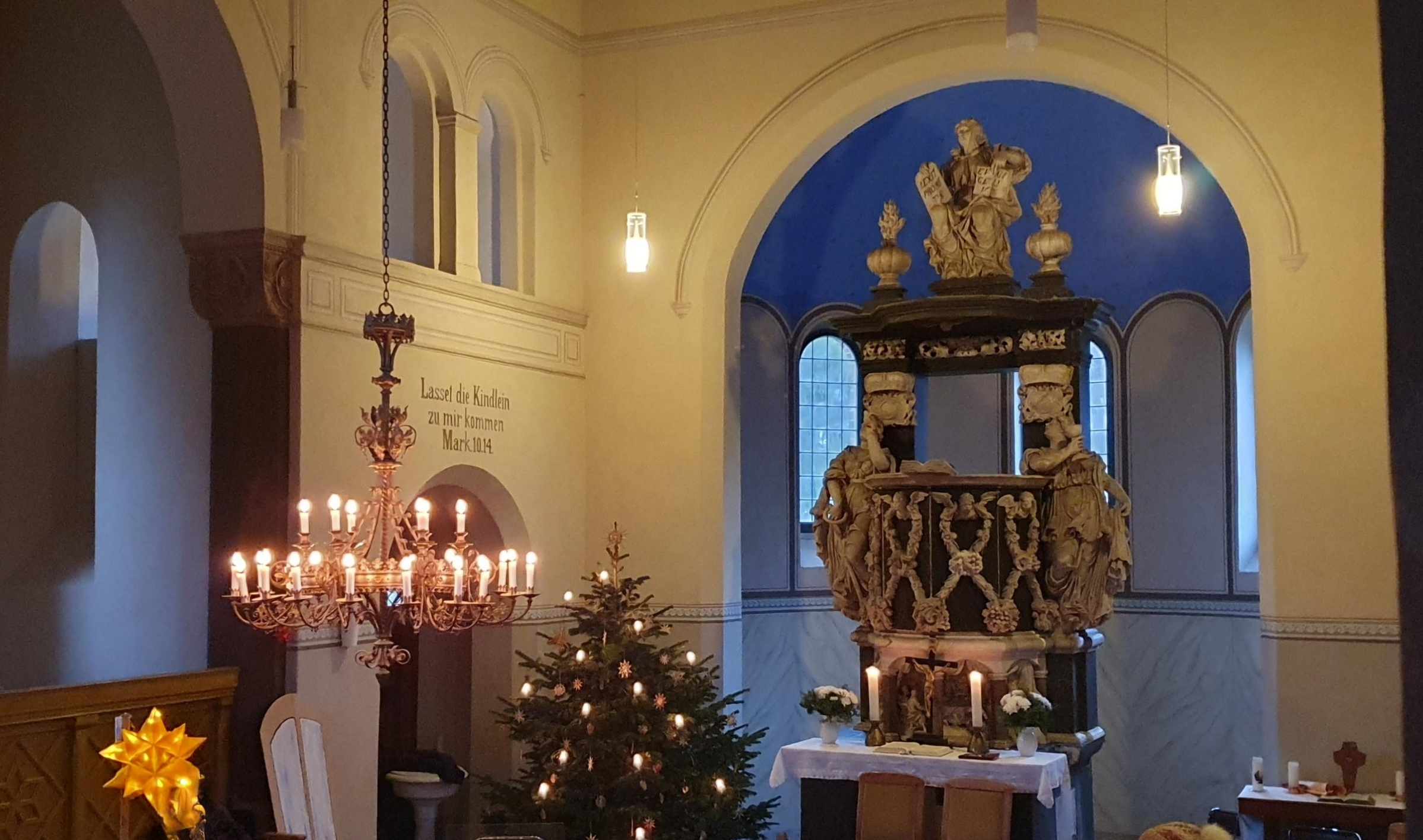
Altar der Kirche in Hohenroda mit Sternenhimmel im Dezember 2023
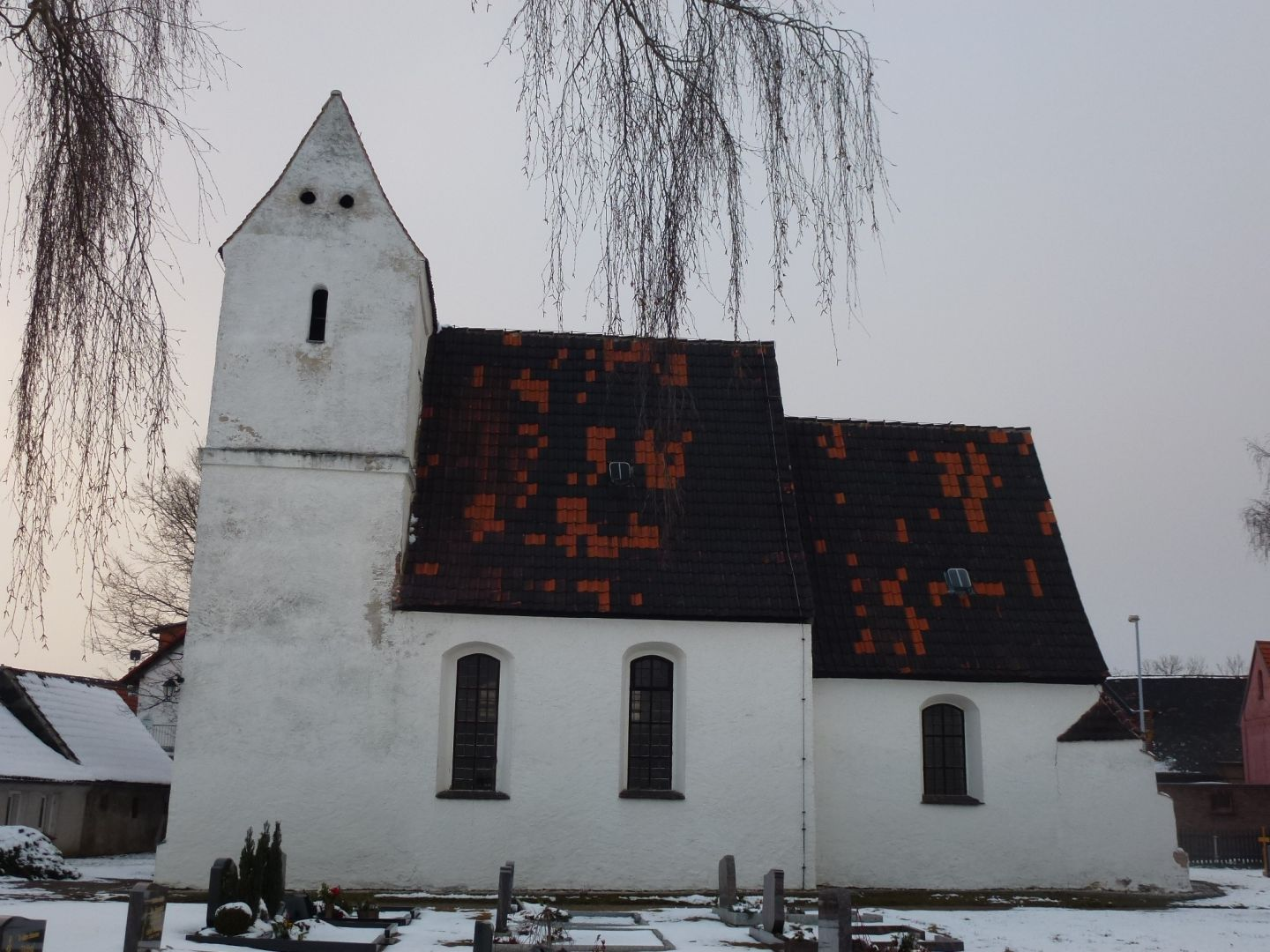
Kirche in Mocherwitz
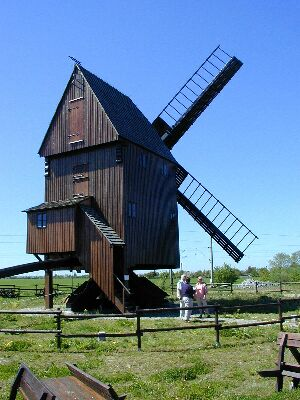
Bockwindmühle in Hohenroda
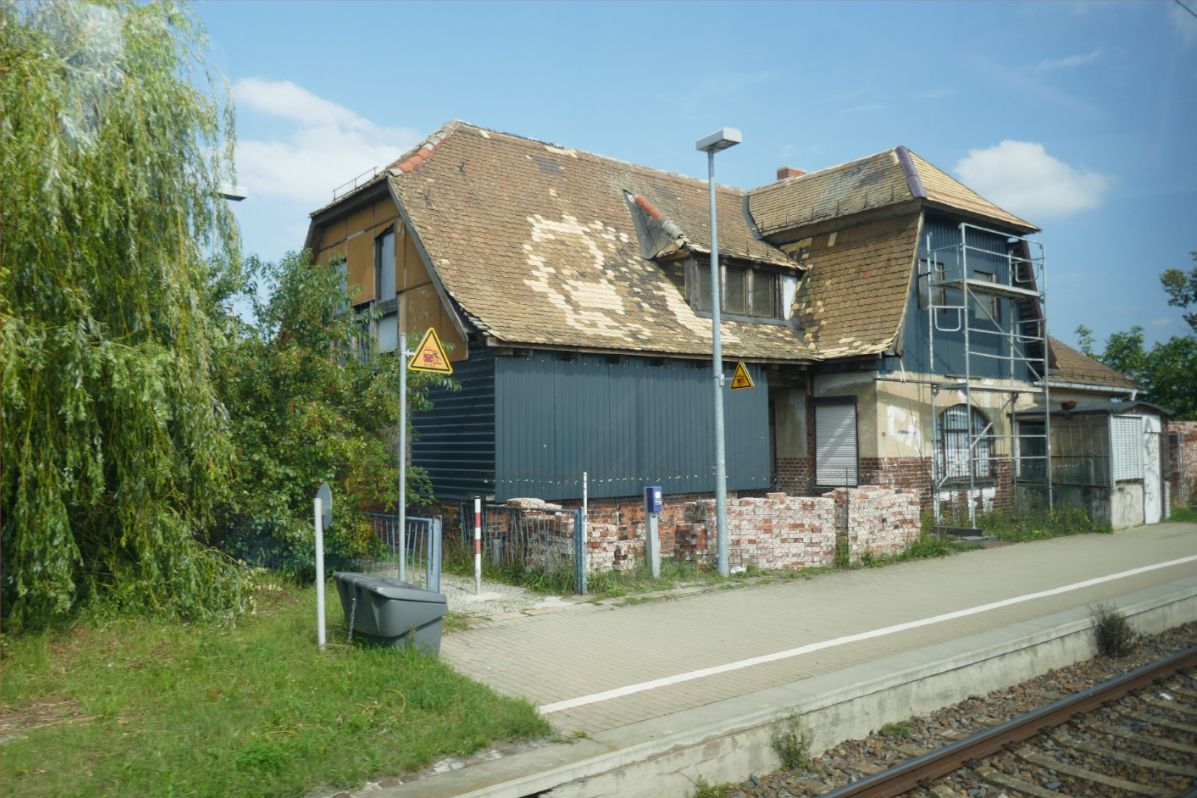
Bahnhof Hohenroda

## Infrastruktur
In Hohenroda gibt es ein Hotel. Der Ort liegt an der Bahnstrecke Halle–Cottbus.